# BD-08°2823
BD-08°2823 är en ensam stjärna i den södra delen av stjärnbilden Sextanten. Den har en skenbar magnitud av ca 9,86 och kräver ett teleskop för att kunna observeras. Baserat på parallax enligt Gaia Data Release 2 på ca 24,16 mas, beräknas den befinna sig på ett avstånd på ca 135 ljusår (41,4 parsek) från solen. Den rör sig bort från solen med en heliocentrisk radialhastighet på ca 53 km/s. Stjärnan har hög egenrörelse och rör sig 0,369 bågsekund per år över himmelssfären.

## Egenskaper
BD−08°2823 är en orange till gul stjärna i huvudserien av spektralklass K4: V där ":" anger viss osäkerhet. Emissionskärnor i spektrumets H- och K-linjer anger att den är en aktiv stjärna med varierande aktivitet över tiden. Mätningar av variationen tyder på att den har en rotationsperiod av ca 27 dygn. Den har en massa som är ca 0,74 solmassor, en radie på ca 0,71 solradier och utsänder från dess fotosfär energi motsvarande ca 0,237 gånger solen vid en effektiv temperatur av ca 4 750 K.

## Planetsystem
År 2009 upptäcktes två exoplaneter i omloppsbana kring BD−08°2823. De upptäcktes med hjälp av metoden för mätning av radiell hastighet med HARPS-spektrografen i Chile, trots databruset som introducerades av stjärnans ytaktivitet. Den inre planeten har en minimimassa som är lika med 14,4 ± 2,1 gånger jordens massa, medan den yttre planetens massa är minst en tredjedel av Jupiters massa.
| Planet | Massa             | Halv storaxel (AE) | Siderisk omloppstid (d) | Excentricitet | Inklination | Radie |
| ------ | ----------------- | ------------------ | ----------------------- | ------------- | ----------- | ----- |
| b      | ≥0,045 ± 0,007 MJ | 0,056 ± 0,002      | 5,60 ± 0,02             | 0,15 ± 0,15   | -           | -     |
| c      | ≥0,33 ± 0,03MJ    | 0,68 ± 0,02        | 237,6 ± 1,5             | 0,19 ± 0,09   | -           | -     |